# Mrs. Miniver
Mrs. Miniver er en amerikansk film fra 1942 instrueret af William Wyler. Filmen er baseret på Jan Struthers fiktionelle karakter om fru Miniver, som blev bragt i klummer i The Times. Historierne var inspireret af Struthers familiære oplevelser.

## Handling
Selvom hun ikke er så "socialt privilegeret" som i bogen, lever fru Kay Miniver (Greer Garson) i filmversionen stadig et relativt behageligt liv i et hus kaldet "Starlings" i en by udenfor London. Huset har en stor have med en privat hængebro over Themsen.
Hendes mand Clem (Walter Pidgeon) er en succesfuld engelsk arkitekt (trods hans nordamerikanske accent). De har tre børn: de yngste Toby og Judy (Christopher Severn og Clare Sandars), og en ældre søn Vin (Richard Ney), der går på universitetet. De har intensiv hjemmehjælp: Gladys (Brenda Forbes) og kæresten Ada (Marie De Becker).
Da Anden Verdenskrig lurer i baggrunden kommer Vin hjem fra universitetet og møder Carol Beldon (Teresa Wright), barnebarn af den aristokratiske lady Beldon (Dame May Whitty) fra naboen Beldon Hall. Trods Vins idealistiske holdning til klasseforskelle og Carols praktisk altruisme bliver de kærester. De gifter sig til sidst. Mens krigen kommer tættere på, føler Vin, at han skal gøre sin pligt og melder sig til RAF som pilot og får base nær sine forældres hjem.
Clem bruger sin motorbåd til at hjælpe med evakueringen af Dunkerque. Familiescener fra et luftangreb vises, hvor hr. Foley (Reginald Owen), butiksejer og sikkerhedsofficer råder dem til at trække gardinerne for; og de henvises i deres egen hjemmebygget bunker i haven. Kay finder en skadet tysk pilot (Helmut Dantine) i sin have. Hun giver ham mad og plejer ham roligt og tilkalder politiet.
Efter blomsterfestivalskonkurrencen, hvor stationsforstanderen (Henry Travers) rose "Mrs. Miniver" vinder over lady Beldons rose, kører Kay med Carol Vin til hans eskadron, lige som et luftangreb begynder. På vej hjem stopper Kay bilen: Carol bliver skadet af et tysk fly, og hun dør kun få minutter efter, at de er kommet hjem. Befolkningen samles i den sønderbombede kirke, hvor præsten (Henry Wilcoxon) vidner om deres tro i en stærk prædiken.
Menigheden synger "Fremad, kristne soldater", mens fly efter fly ses i V-formation gennem et gabende hul i den udbombede kirke.
Wilcoxon og instruktøren William Wyler skrev og omskrev prædikenen aftenen før sekvensen blev optaget . Den havde så stor betydning, at den blev brugt af præsident Roosevelt, og en del af den blev brugt som folder på flere sprog og udgivet i hele det tyskbesatte territorium.